# John M. Brower
John Moorehead Brower (* 19. Juli 1845 in Greensboro, North Carolina; † 5. August 1913 in Paris, Texas) war ein US-amerikanischer Politiker. Zwischen 1887 und 1891 vertrat er den Bundesstaat North Carolina im US-Repräsentantenhaus.

## Werdegang
Noch als Kleinkind kam John Brower mit seinen Eltern nach Mount Airy in North Carolina, wo er zunächst eine private Ausbildung erhielt. Später absolvierte er die Mount Airy Male Academy. In den folgenden Jahren arbeitete er in der Landwirtschaft, wobei er sich auf den Tabakanbau spezialisierte. Außerdem wurde er im Handel tätig. Politisch wurde Brower Mitglied der Republikanischen Partei, deren regionale Parteitage er in North Carolina zwischen 1872 und 1896 als Delegierter besuchte. Zwischen 1876 und 1878 saß er im Senat von North Carolina.
Bei den Kongresswahlen des Jahres 1886 wurde er im fünften Wahlbezirk von North Carolina in das US-Repräsentantenhaus in Washington, D.C. gewählt, wo er am 4. März 1887 die Nachfolge von James W. Reid antrat. Nach einer Wiederwahl konnte er bis zum 3. März 1891 zwei Legislaturperioden im Kongress absolvieren. Ab 1889 war er Vorsitzender des Ausschusses zur Kontrolle der Ausgaben des Postministeriums. Im Jahr 1890 unterlag er dem Demokraten Archibald Williams.
Zwischen 1896 und 1898 war John Brower Abgeordneter im Repräsentantenhaus von North Carolina. Ansonsten nahm er seine früheren Tätigkeiten wieder auf. Im Jahr 1907 zog er nach Boswell in Oklahoma, wo er in der Holzbranche, der Viehzucht und anderen landwirtschaftlichen Bereichen arbeitete. Er starb am 5. August 1913 in Paris (Texas) und wurde in Mount Airy beigesetzt.